# Unione Sportiva Aurora Mombretto 1972 1980
Questa voce raccoglie le informazioni riguardanti l'Unione Sportiva Aurora Mombretto 1972 nelle competizioni ufficiali della stagione 1980.

## Organigramma societario

### Area tecnica
- Dirigenti accompagnatori: Vincenzo Ponzo
- Dir. addetto all'arbitro:
- Segnalinee: Raffaella Grimaldi
- Massaggiatore: Giovanni Sartorelli e Vincenzo Ponzo

## Rosa
Rosa e numerazione con dati parziali.
| N. |                   | Ruolo | Calciatrice           |
| -- | ----------------- | ----- | --------------------- |
| 3  | Italia (bandiera) | D     | Chiara Boschini       |
| 5  | Italia (bandiera) | C     | Marinella Brusati     |
| 7  | Italia (bandiera) | A     | Maria Carloni         |
|    | Italia (bandiera) |       | Cinzia Dall'Aglio     |
| 9  | Italia (bandiera) | A     | Maria Teresa D'Errico |
| 7  | Italia (bandiera) | A     | Silvana De Santis     |
| 11 | Italia (bandiera) | A     | Patrizia Ferreri      |
|    | Italia (bandiera) | C     | Rita Franchino        |

| N. |                   | Ruolo | Calciatrice        |
| -- | ----------------- | ----- | ------------------ |
| 8  | Italia (bandiera) | A     | Anna Maria Gentile |
| 2  | Italia (bandiera) | D     | Natalina Grossi    |
| 12 | Italia (bandiera) | P     | Rosaria Mango      |
| 4  | Italia (bandiera) | C     | Angela Moccia      |
| 10 | Italia (bandiera) | A     | Graziella Prada    |
| 6  | Italia (bandiera) | C     | Cristina Stellini  |
| 1  | Italia (bandiera) | P     | Daniela Terribile  |